# Medaile Za obnovu uhelných dolů Donbasu
Medaile Za obnovu uhelných dolů Donbasu (rusky Медаль «За восстановление угольных шахт Донбасса») bylo sovětské státní vyznamenání založené roku 1947. Udílena byla občanům Sovětského svazu za mimořádnou práci a úspěchy při obnově uhelných dolů v donbaské oblasti.

## Historie
Medaile byla zřízena dekretem prezidia Nejvyššího sovětu Sovětského svazu dne 10. září 1947. Autorem vzhledu medaile je výtvarník Ivan Ivanovič Dubasov. Pravidla byla doplněna dekretem prezidia Nejvyššího sovětu Sovětského svazu dne 23. června 1951. Znovu byl status medaile pozměněn dekretem prezidia Nejvyššího sovětu Sovětského svazu č. 2523-X ze dne 18. července 1980. K 1. lednu 1995 byla tato medaile udělena přibližně 46 350 lidem.

## Pravidla udílení
Medaile byla udílena řadovým zaměstnancům a strojírenským, technickým i ekonomickým pracovníkům za vynikající práci, vysoký výrobní výkon a za zásluhy o obnovu uhelného průmyslu v Donbasu. Seznamy osob nominovaných na udělení této medaile byly schvalovány jménem prezidia Nejvyššího sovětu Sovětského svazu ministrem uhelného průmyslu západních oblastí a ministrem pro výstavbu. Udílena byla jménem prezidia Nejvyššího sovětu Sovětského svazu.
Příjemci museli medaili nosit se ctí a i nadále sloužit jako příklad vysoké svědomitosti při dodržování pracovní kázně a svědomitosti při plnění veřejných povinností.
Medaile Za obnovu uhelných dolů Donbasu se nosí nalevo na hrudi. V přítomnosti dalších sovětských medailí se nachází za medailí Za obnovu závodů železářského průmyslu jihu. Pokud se nosí s vyznamenáními Ruské federace, pak mají ruská vyznamenání přednost.

## Popis medaile
Medaile pravidelného kulatého tvaru o průměru 32 mm je vyrobena z mosazi. Na přední straně je vlevo vyobrazen obnovený důl s vlajkou. V pravé části je postava horníka se sbíječkou, kterou nese přes rameno. V pozadí je vycházející slunce, jehož paprsky pokrývají celou horní část medaile. Při vnějším okraji medaile v horní části je nápis v cyrilici За восстановление угольных шахт Донбасса. Ve spodní části jsou při vnějším okraji překřížené vavřínové větvě. V místě překřížení je pěticípá hvězda. Na zadní straně je uprostřed nápis v cyrilici na dvou řádcích ТРУД В СССР — ДЕЛО ЧЕСТИ. Nad nápisem je symbol srpu a kladiva. Všechny nápisy a obrázky jsou konvexní.
Medaile je připojena pomocí jednoduchého kroužku ke kovové destičce ve tvaru pětiúhelníku potažené hedvábnou stuhou z moaré. Stuha je široká 24 mm. Skládá se ze tří žlutých pruhů širokých 5 mm, mezi nimiž jsou dva černé pruhy široké 4 mm. Okraje medaile jsou lemovány úzkými černými proužky širokými 0,5 mm.